# استن زیگلر
استن زیگلر (دانمارکی: Sten Ziegler؛ زادهٔ ۳۰ مهٔ ۱۹۵۰) بازیکن فوتبال اهل دانمارک بود.
از باشگاه‌هایی که در آن بازی کرده‌است می‌توان به باشگاه فوتبال رودا جی‌سی کرکراد و باشگاه فوتبال آژاکس آمستردام اشاره کرد.
وی همچنین در تیم ملی فوتبال دانمارک بازی کرده‌است.